# Estación de Caspe
Caspe es una estación ferroviaria situada en el municipio español de Caspe, en la provincia de Zaragoza, comunidad autónoma de Aragón. La estación dispone de servicios de pasajeros de Media Distancia.

## Situación ferroviaria
La estación se encuentra en el punto kilométrico 453,0 de la línea férrea de ancho ibérico que une Miraflores con Tarragona, entre las estaciones de Chiprana y de Val de Pilas, a 123 metros de altitud. El tramo es de vía única y está electrificado.

## Historia
La estación fue inaugurada el 1 de julio de 1893 con la apertura del tramo Caspe-Samper de la línea férrea que unía Samper vía Reus con Roda de Bará por parte de la Compañía de los ferrocarriles de Tarragona a Barcelona y Francia (TBF). Unos años antes, en 1891 TBF había logrado un acuerdo de fusión con MZA que no se haría efectivo hasta 1899 y que permitía a MZA conectar Barcelona con Madrid vía Zaragoza. Aun así TBF mantuvo cierta autonomía dentro de la MZA hasta 1936.
En 1941, tras producirse la nacionalización del ferrocarril de ancho ibérico en España, la estación pasó a manos de RENFE. 
Desde enero de 2005 Adif es la titular de las instalaciones ferroviarias, mientras que Renfe Operadora explota la línea.
Entre 1964 y 2015 el tren «Estrella Costa Brava» hacía parada en la estación. El 7 de abril de 2015 efectuó por última vez este servicio, dejando sin trenes de Larga Distancia a esta estación, la más importante entre Zaragoza y Tarragona.
En agosto de 2020 se reclamó la vuelta de servicios eliminados desde la proclamación del estado de alarma en marzo de 2020, recuperando servicios el 10 de enero de 2021.

## La estación
El edificio para viajeros es una estructura de dos alturas, planta rectangular y disposición lateral a la vía. Posee dos andenes, uno lateral y otro central al que acceden dos vías. Más vías destinadas a diferentes funciones como apartado, carga o garaje completan las instalaciones. Antiguamente la estación también contaba con una rotonda giratoria, aunque hoy en día está fuera de servicio. 

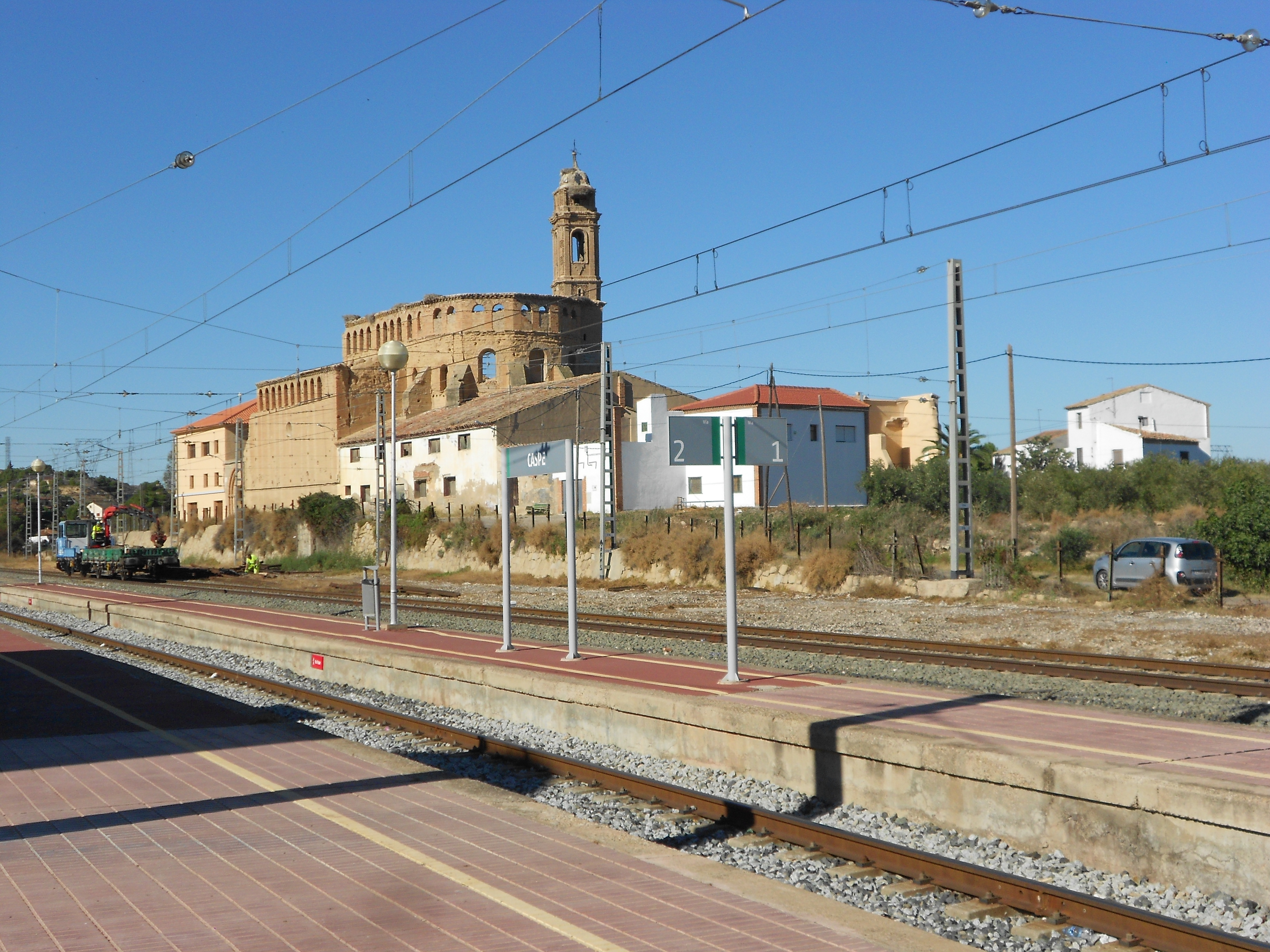
Estación de Caspe, con las ruinas del Convento de Santo Domingo al fondo, en 2013

El recinto, que cuenta con un aparcamiento en el exterior, está adaptado para las personas con discapacidad. La taquilla de venta de billetes no presta servicio, pero está en estudio que personal de Adif, se haga cargo de este servicio de forma provisional, hasta que lo asuma de forma permanente personal de RENFE.
El horario de la estación es de 06.25 a 22.25 hrs.

## Servicios ferroviarios

### Media Distancia
Renfe Operadora presta servicios de Media Distancia gracias a sus trenes Regional y Regional Exprés en los trayectos: Para más información, consultar el siguiente enlace:
| Línea MD | Trenes          | Origen/Destino                     |  | Destino/Origen                |
| -------- | --------------- | ---------------------------------- |  | ----------------------------- |
| 34       | Regional Exprés | Zaragoza-Delicias Madrid-Chamartín |  | Barcelona-Estación de Francia |
| 34       | Regional        | Zaragoza-Delicias                  |  | Mora la Nueva                 |